# Maria Teresa García Banus
Maria Teresa García Banus (València, 1895 - Madrid, 1989) fou una editora valenciana, neboda del pintor Joaquim Sorolla. El seu germà, Antoni Garcia Barnús, de professió químic, fou catedràtic i membre del Patronat de la Universitat Autònoma de Barcelona durant la República. L'avi provenia dels mitjans obrers però va arribar a catedràtic a partir d'estudiar amb beques. Va ser un amic del doctor Luis Simarro. Per part de pare, era família del fotògraf Antonio Garcia Peris.
Casada el 1929 amb Joan Andrade, dirigent del Partit Obrer d'Unificació Marxista (POUM), junts patiran la repressió estalinista a partir de 1937 i no es retrobaran fins a l'exili francès.

## Biografia
Va a viure a València en una família progressista i intel·lectual. Aviat els seus pares es traslladaren a Madrid on va prosseguir els seus estudis. Va estudiar a Madrid i més tard als EUA, on va llicenciar-se en Filosofia i Lletres a la Universitat de Vasar. Va formar part dels grups estudiantils polititzats de Madrid, concretament els corrents de l'extrema esquerra comunista, on coneix qui serà el seu company, Joan Andrade. La seva casa és el centre de les reunions clandestines de la capital.
Edita i tradueix amb Andrade a Isaac Babel, a Alexandra Kollontay, a Clara Zelkin, a Riazanov, a Rosa Luxemburg i a Carol Reisner. També, com que sabia idiomes, va viatjar a París i a Berlín on hi havia el Secretariat Internacional de l'Oposició Comunista d'Esquerra i coneix el fill de Trotsky, amb qui planegen acollir-lo a Madrid, fet que finalment desestimaren.
De retorn a Espanya, va mostrar pública simpatia pels Fets d'Astúries de 1934, acció que li costà amenaces i atemptats a la feina en un mitjà publicitari. Va pertànyer a Esquerra Comunista, fins que el 1935 es va integrar al POUM (Partit Obrer d'Unificació Marxista) en la seva fundació.
El 19 de juliol va sortir als carrers de Madrid a lluitar en contra del cop d'estat amb altres militants i dirigents del seu partit. Decideix traslladar-se a Barcelona, on va impulsar la formació del Secretariat Femení del POUM i fou directora del periòdic femení Emancipación.
Amb motiu de la detenció del Comitè Executiu (1937) a causa de la pressió dels comunistes estalinistes, es mobilitza davant les autoritats republicanes per demanar explicacions sobre la sort dels militants del seu partit.
En conseqüència, ella mateixa també és detinguda (1938) i confinada a la presó de dones de Barcelona. Fou alliberada el 1939, en entrar les tropes de Franco a Barcelona. Va passar a la clandestinitat fins que d'amagatons passà a França on, identificada, va estar en llibertat vigilada durant la II Guerra Mundial.
Va trobar-se amb Andrade a París després de mesos d'angoixa. La seva casa de París va ser el centre de trobada dels militants del partit i dels exiliats espanyols i catalans. També als anys seixanta va acollir nombrosos emigrants molt polititzats i va organitzar conferències i reunions.
M. Teresa Garcia i Juan Andrade es van mostrar contraris a la integració dels antics membres del POUM al Partit Socialista Espanyol durant els anys de la transició. El 1978 va retornar a Espanya, a Madrid, on va seguir treballant en l'edició de llibres i en les memòries de la parella.